# Anthophora borealis
Anthophora borealis là một loài Hymenoptera trong họ Apidae. Loài này được Morawitz mô tả khoa học năm 1864.